# Holzingen
Holzingen ist ein Gemeindeteil der Großen Kreisstadt Weißenburg in Bayern im Landkreis Weißenburg-Gunzenhausen (Mittelfranken, Bayern). Die Gemarkung Holzingen hat eine Fläche von 5,163 km². Sie ist in 774 Flurstücke aufgeteilt, die eine durchschnittliche Flurstücksfläche von 6670,48 m² haben.

## Lage

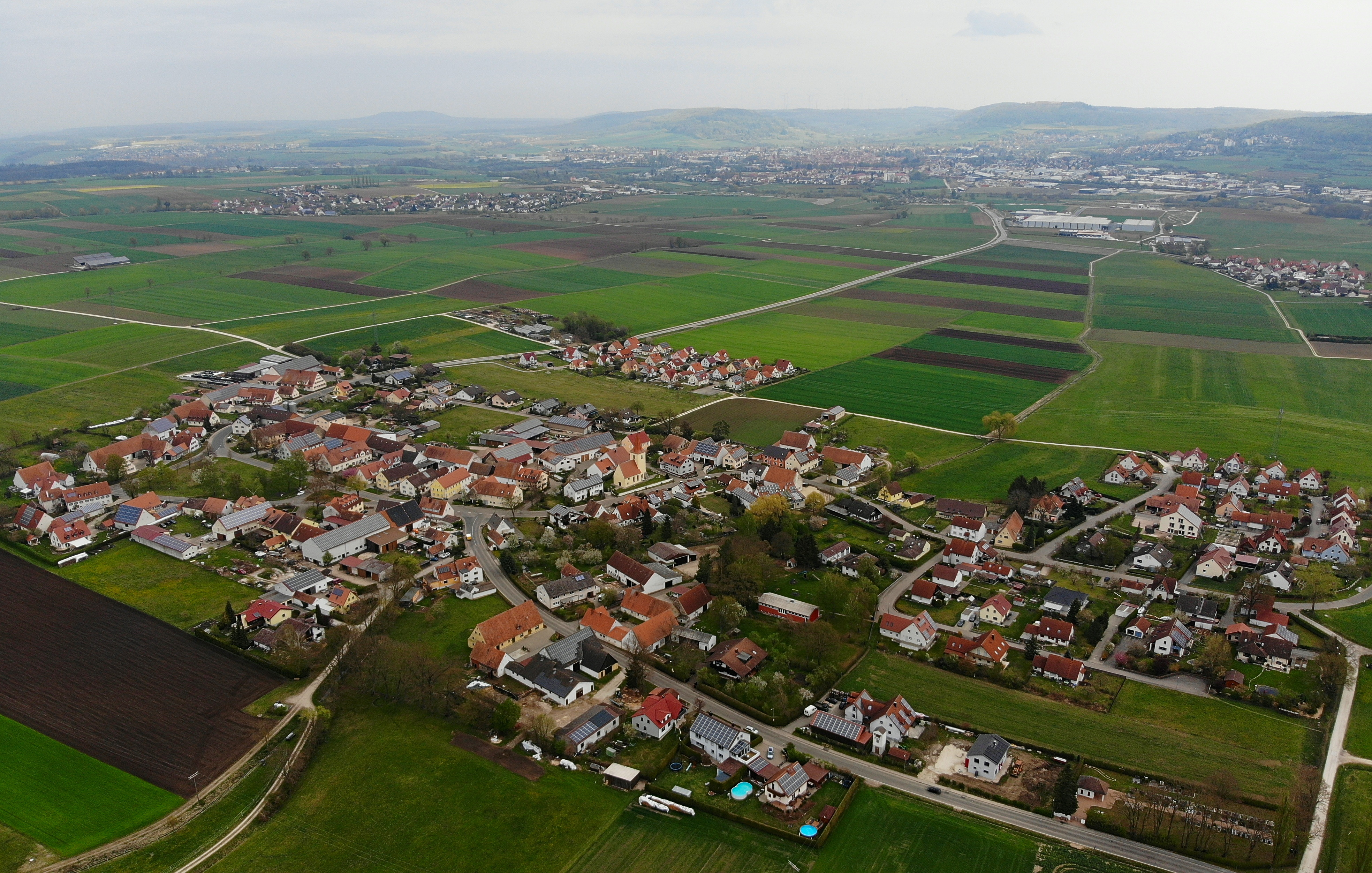
Holzingen Luftaufnahme (2020). Im Hintergrund Weißenburg und der Wülzburger Berg.

Das Angerdorf liegt vier Kilometer südwestlich von Weißenburg in einer fruchtbaren Senke der Altmühl. Nachbarorte sind Emetzheim und Kattenhochstatt. Größere Orte in der Umgebung sind noch Pleinfeld, Treuchtlingen und Ellingen. Durch den Ort fließt der Wöhrbach, auch Hammerstadtgraben genannt, ein linker Zufluss der zwei Kilometer östlich verlaufenden Schwäbischen Rezat. Südlich befindet sich der 466,6 m hohe Hungerberg. Die Hauptstraße des Ortes bildet die Kreisstraße WUG 5.

## Geschichte
Am Nordrand von Holzingen führte im 2. und 3. Jahrhundert nach Chr. die römische Heerstraße nach Weißenburg. Der Ortsgründer ist unbekannt. Als Tatsache gilt, dass Holzingen von 900 bis 1502 dem Geschlecht derer von Holzingen gehörte. Die erste urkundliche Erwähnung war 1197. 1360 findet Holzingen Erwähnung als Filial von Emetzheim unter eichstättischer Herrschaft. Ab 1404 wurde Dorf und Kirche der Wülzburg angegliedert, gemäß dem Willen und der Verfügung der Familie von Holzingen. 1502 starb die männliche Linie des alten fränkischen Geschlechtes aus. 1732 gab es in Holzingen 21 ansbachische, 7 weißenburgische und einen pappenheimischen Untertanen. Zuvor war besonders der Deutschorden begütert. 1791 wurde Holzingen preußisch, 1806 bayerisch. Am 1. Juli 1972 wurde die ehemalige Gemeinde im Rahmen der Gemeindegebietsreform in Bayern in die Stadt Weißenburg eingemeindet.

## Baudenkmäler
Am Seefeld befindet sich nahe dem Haus Holzinger Hauptstraße 10 ein spätmittelalterlicher Sühnestein mit Kreuzrelief. Das ehemalige Brauhaus und Bauernhaus Holzinger Hauptstraße 32 ist ein zweigeschossiger Satteldachbau von 1795. Sein Nebengebäude ist eine zweigeschossige Scheune mit Halbwalmdach. Zu den denkmalgeschützten Dreiseithöfen in Holzingen zählen das große, eingeschossige Wohnstallhaus Holzinger Hauptstraße 12 mit steilem Satteldach von 1889, sein eingeschossiger Altsitz und das eingeschossige Wohnstallhaus Bubenheimer Straße 16 von 1829.

### Kapelle St. Margarethen

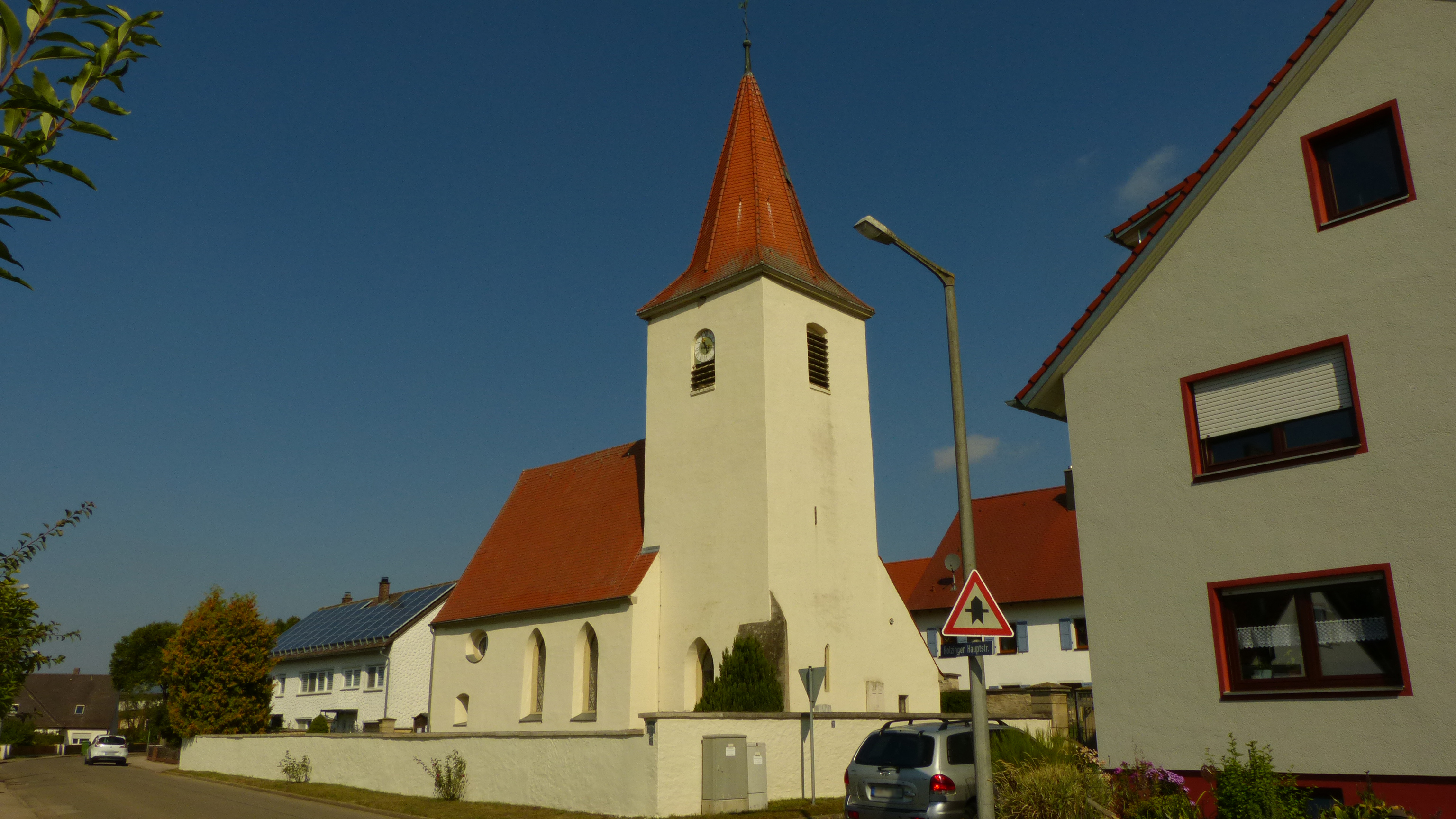
Kapelle St. Margarethen

Die 1363 erstmals urkundlich erwähnte und 1407 geweihte Kapelle Sankt Margarethen wurde zunächst von einem Wülzburger Pater versehen. Nach dessen Tod kam die Kirche zu Emetzheim. Etwa 1544 wurde auf Veranlassung Brandenburgs in Holzingen und Emetzheim die Reformation eingeführt. Im 17. Jahrhundert erhielt der Kirchturm sein Obergeschoss; das Turmuntergeschoss ist aus dem 14. Jahrhundert, das Langhaus der Chorturmkirche aus dem 15. oder 16. Jahrhundert. Die Kanzel stammt von 1700, der Taufstein von 1689. Die Orgel wurde 1981 erneuert. Der Turm wird von einem Spitzhelm gekrönt.

### Ensemble
Das Ensemble des Holzinger Angers umfasst den nördlich der Kirche sich ausdehnenden, auf das Mittelalter zurückgehenden dreieckigen Dorfanger. Die weitläufige Anlage ist locker von Bauernanwesen, Dreiseit- und hakenförmigen Anlagen umbaut.

## Bodendenkmäler
Die untertägigen Bestandteile der St. Margarethenkapelle sind ein eingetragenes Bodendenkmal. Durch den Ort verlief eine Straße der Römerzeit.

## Vereine
Die SpVgg Eintracht Emetzheim-Kattenhochstatt-Holzingen-Weimersheim 1949 mit den Sparten Fußball, Laufen, Gymnastik und Tischtennis entstand im Jahr 2000 durch die Fusionierung der Sportvereine von Emetzheim, Holzingen, Weimersheim und Kattenhochstatt. Weiterhin gibt es die 1907 gegründete Freiwillige Feuerwehr Holzingen e. V. Am zweiten Septemberwochenende wird Kirchweih gefeiert.